# Матвеевская (Лузский район)
 Матвеевская  — деревня в Лузском муниципальном округе Кировской области.

## География
Расположена на расстоянии примерно 10 км по прямой на запад-северо-запад от районного центра города Луза на правобережье реки Луза.

## История
Известна с 1620 года как деревня с 2 дворами, в 1717 году также 2 двора. В 1859 году здесь (Матвеевская или Смирено) дворов 9 и жителей 52, в 1926 31 и 157, в 1950 32 и 102, в 1989 27 жителей. До конца 2020 года находилась в составе Лузского городского поселения. 

## Население
Постоянное население составляло 16 человек (русские 100%) в 2002 году, 7 в 2010.